# Hydrocolus filiolus
Hydrocolus filiolus är en skalbaggsart som först beskrevs av Henry Clinton Fall 1923.  Hydrocolus filiolus ingår i släktet Hydrocolus och familjen dykare. Inga underarter finns listade i Catalogue of Life.